# Maurizio Glielmo
Maurizio Glielmo, detto Gnola (Milano, 16 maggio 1957), è un chitarrista italiano di genere rock blues.
Nella sua lunga carriera ha partecipato a numerosi festival blues sia in Italia che all'estero, ha aperto con la sua band i concerti di alcuni tra i più quotati musicisti rock-blues ed ha collaborato nei dischi di musicisti blues oltre ad aver fatto parte del gruppo di supporto a Davide Van de Sfroos.

## Biografia
Dopo una lunga collaborazione con Fabio Treves con il quale registra 2 album (Treves 3 e Sunday’s Blues), nel 1989 forma un proprio gruppo, la Gnola Blues Band.
Il gruppo pubblica il primo album First Step nel 1990, nello stesso anno partecipa al Milano Blues Festival. Bisogna attendere fino al 1999 per la pubblicazione di un nuovo disco Walkin' through the Shadows of the Blues, che ottiene ottime recensioni dalla critica di settore tanto che riceve il premio SIAE come miglior album Jazz & Blues 2000..
Contemporaneamente all'attività col gruppo si presta come solista negli album Goin' home della Rava Brothers Band, On the Good Foot della Back in Blues Band. Nel 2003 con la cantante statunitense blues & R&B Sandra Hall inizia una collaborazione che li porta alla realizzazione di un album Red Bone Woman e a partecipare a vari Festival tra i quali nel 2007 al Pistoia Blues Festival.
Nel 2009 pubblica a quattro mani un nuovo album, Blues Ballads and Songs, con il chitarrista blues leader dei Mandolin' Brothers Jimmy Ragazzon, mentre l'anno successivo entra a far parte del gruppo che accompagna Davide Van de Sfroos

## Discografia

### Maurizio Gnola Glielmo
- 2022 - Beggars and Liars (Appaloosa Records/IRD)

### Gnola Blues Band
- 1990 - First Step (Good Company)
- 1999 - Walkin' through the Shadows of the Blues (Blues Corner)
- 2005 - Live at SpazioMusica (Good Company)
- 2010 - 20 Years on the Road (Good Company/IRD)
- 2015 - Down the Line (Appaloosa Records/IRD)

### Con Jimmy Ragazzon
- 2009 - Blues Ballads and Songs (Good Company/IRD)

### Con Sandra Hall & Gnola Blues Band
- 2007 - Red Bone Woman (Slang Music)

### Con Davide Van de Sfroos
- 2011 - Yanez (PDT/Universal)
- 2014 - Goga e Magoga (PDT/Universal)

### Partecipazioni a compilation
- Key to the Highway nella compilation del Sestri Levante Blues & Soul Festival